# أشمون
أشمون مدينة قديمة، وهي إحدى مدن محافظة المنوفية بجمهورية مصر العربية، وهي قاعدة مركز أشمون.

## التاريخ
ذكر محمد رمزي في كتابه القاموس الجغرافي للبلاد المصرية أن أشمون من القرى القديمة التي ذكرها أميلينو في جغرافيته، وقال أن اسمها القبطي «Genioumi»، وقال أنها تُنطق «Schemoumi»، ثم حُرّف إلى «Eschmoumi»، ثم إلى «أشموم»، ثم «أشمون». كما ذكرها الإدريسي في كتابه نزهة المشتاق في اختراق الآفاق، فقال عنها: «أشمن جريش وهي مدينة صغيرة في الغرب كثيرة العمارات والبساتين والجنات». كذلك ذكرها ياقوت الحموي في كتابه «معجم البلدان» تحت اسم «أشموم الجُريسات»، فقال: «اسم لبلدتين بمصر، يقال لإحداهما: أشموم طنّاح، وهي قرب دمياط، وهي مدينة الدّقهلية، والأخرى أشموم الجُريسات بالمنوفية».
كما ذكر رمزي أيضًا أن اسمها ورد في «قوانين ابن مماتي» وفي «تحفة الإرشاد» باسم «أشموم جريسات»، وذكر ابن الجيعان في كتابه «التحفة السنية بأسماء البلاد المصرية»، باسم «أشموم جريسان»، وأنها من الأعمال المنوفية، وأن مساحتها 3,160فدان.
وفي تأريخ سنة 1228هـ/1813م، ذُكرت باسم «أشمون جريس» لمجاورتها لناحية جريس. وفي سنة 1241هـ/1826م، اختيرت أشمون جريس لتكون قاعدة لقسم إداري عُرف باسم «قسم أشمون». وفي سنة 1259هـ/1843م، حُذفت الإضافة ليُصبح اسمها رسميًا «أشمون». وفي سنة 1288هـ/1871م، تحول اسم التقسيم الإداري من «قسم أشمون» إلى «مركز أشمون».
ذكرها أيضًا علي باشا مبارك في كتابه «الخطط التوفيقية» تحت اسم «أشمون جريس»، وقال أنها قرية من أعمال المنوفية، وهي رأس مركز، وبها أطلال معبد قديم، وجامع متسع له منارة بناه محمد بك جركس أحد مماليك الدولة الأيوبية، إضافة إلى ست زوايا للصلاة، وخانات وحوانيت وقهوتان وخمّارة، ومحل لبيع القطن والغلال، ومعمل دجاج وثلاث بساتين، وبها عدد من أضرحة الصالحين، وعدّة سكانها 4,444 نسمة، ومساحتها 5,431 فدان.
ويوجد على بعد 1.5 كم من المدينة كوم أوسيم الذي عثر به على بقايا أوان ترجع للعهود اليوانية والرومانية والبيزنطية، وبالقرب منها أيضا كوم أبو عوالي المعروف المسواكة.

## السكان
بلغ عدد سكان مدينة أشمون وفقًا لتقديرات سنة 2017م 111,464 نسمة.

## الأعلام
من أعلام أشمون:
- أبو الحسن الأشموني
- أحمد أبو مدين محمد الأشموني